# Biblioteca pública d'Oslo
Biblioteca pública d’Oslo (oficialment Deichman bibliotek) és la biblioteca pública municipal d’Oslo, Noruega, i la primera i més gran del país. Amb més de 300 empleats i més de 20 sucursals a la ciutat, permet als usuaris registrats accedir-hi cada dia de 7 h a 22 h, fins i tot quan no hi ha personal. També es poden agafar i retornar llibres fora de l’horari d’atenció. Entre les peces més destacades de la seva col·lecció hi ha la Bíblia Vulgata d’Aslak Bolt (1430-1450), l’únic manuscrit litúrgic medieval noruec conservat, escrit aproximadament al 1250. Kristin Danielsen va ser la directora de la biblioteca entre 2014 i 2016.

## Història
La biblioteca es va inaugurar el 12 de gener de 1785 gràcies al llegat de Carl Deichman, que va donar 7.000 llibres i 150 manuscrits per formar-ne la col·lecció inicial. Des dels seus inicis, va ser oberta a tots els ciutadans, una diferència notable respecte a altres biblioteques que cobraven quotes d’ús. Inicialment, la col·lecció era majoritàriament en alemany, francès, llatí i danès, fet que limitava el seu interès a les classes educades.
El 1802 es va traslladar a l’Escola Catedral d’Oslo, amb la qual es va fusionar, i va romandre-hi fins a mitjans del segle XIX, quan va obtenir un espai propi. Sota la direcció de Haakon Nyhuus (1898-1913), la biblioteca es va modernitzar inspirant-se en els models americans, com les biblioteques Carnegie. Nyhuus va introduir sales de lectura i llibres per a infants i joves, triplicant la col·lecció i incrementant el préstec de llibres 25 vegades. La biblioteca rebia aproximadament 4.000 visitants diaris. Avui, un bust de Nyhuus honra la seva contribució.

## Departaments
La biblioteca compta amb diverses seccions especialitzades, incloent un departament de música, una secció infantil i juvenil decorada per Tulla Blomberg Ranslet, un servei de biblioteques per a presons i una biblioteca per a pacients al Rikshospital. També havia acollit la Biblioteca Multilingüe, ara part de la Biblioteca Nacional de Noruega.

## Edifici
L’edifici principal, Deichman Bjørvika, està situat al districte de Bjørvika, al costat de l’Òpera i el nou Museu Munch, com a part del projecte de renovació Fjord City. Dissenyat pels estudis Lundhagem i Atelier Oslo, es va inaugurar el 18 de juny de 2020 i ha rebut diversos premis, inclòs el guardó Public Library of the Year de la Federació Internacional d’Associacions i Institucions Bibliotecàries. També acull els manuscrits del projecte Future Library, una càpsula del temps iniciada el 2014 que va acumulant obres d’autors com Margaret Atwood i David Mitchell que romanen inèdites i no es publicaran fins a 2114. Entre les decoracions de l’edifici hi ha diversos bustos, com el de Karen-Christine Friele. L’edifici va aparèixer durant la presentació de la finalista noruega al Festival d’Eurovisió 2023.